# Bazylia eugenolowa
Bazylia eugenolowa (Ocimum gratissimum L.) – gatunek rośliny jednorocznej należący do rodziny jasnotowatych. Występuje w stanie dzikim w tropikalnej części Azji i Afryki. Uprawiana w wielu krajach, także w Polsce.

## Morfologia
ŁodygaWzniesiona, rozgałęziona
LiścieJajowate, jasnozielone, błyszczące
KwiatyDrobne, białe, w kątach liści w nibyokółkach na wierzchołkach łodyg. Kwitnie pod koniec lipca lub na początku sierpnia.

## Zastosowanie
- Roślina lecznicza:
  - Surowiec zielarski: surowcem zielarskim jest ziele – Herba Ocimum gratissimum (Herba Basilici). Zawiera garbniki, saponiny, olejek eteryczny.
  - Działanie: Dawniej stosowana jako lek regulujący trawienie, pobudzający wydzielanie soku żołądkowego, w schorzeniach wątroby i woreczka żółciowego, a także do płukania w stanach zapalnych jamy ustnej. Obecnie jako lek rozkurczowy i żołądkowy
  - Zbiór i suszenie: Zbiera się na początku kwitnienia roślin. Ściętej rośliny nie należy gnieść ani zostawiać na słońcu. Suszyć po rozłożeniu cienką warstwą w temperaturze 35 stopni.
- Sztuka kulinarna: roślina przyprawowa
- Roślina kosmetyczna.
- Dawniej bazylia była stosowana do  odświeżających kąpieli.

## Uprawa
W związku z długim okresem wegetacji i dużą  wrażliwością na niskie temperatury plantacje zakłada się najczęściej z rozsady, wysiewając nasiona w końcu marca lub na początku kwietnia do inspektu. Wymaga gleby żyznej, ciepłej, starannie uprawionej. Stanowisko powinno być słoneczne, osłonięte od wiatru. Aby roślina się rozkrzewiała należy uszczykiwać wierzchołki pędów.